# Исчисление конструкций
Исчисление конструкций (англ. calculus of constructions, CoC) — теория типов на основе полиморфного λ-исчисления высшего порядка с зависимыми типами, разработана Тьерри Коканом и Жераром Юэ в 1986 году. Находится в высшей точке лямбда-куба Барендрегта, являясь наиболее широкой из входящих в него систем — {\displaystyle \lambda P\omega }. Может быть применена как основа для построения типизированного языка программирования, так и в качестве системы конструктивных оснований математики.
Используется как базис для системы интерактивного доказательства Coq и ряда подобных инструментов (в том числе Matita).
Среди вариантов исчисления — исчисление индуктивных конструкций (использует индуктивные типы), исчисление коиндуктивных конструкций (с применением коиндукции), предикативное исчисление индуктивных конструкций (устраняет некоторую часть непредикативности).
С точки зрения соответствия Карри — Ховарда исчисление конструкций устанавливает взаимосвязь между зависимыми типами и доказательствами в секвенциальном интуиционистском исчислении предикатов.

## Структура

### Термы
Терм в исчислении конструкций конструируется по следующим правилами:
- T — это терм (так же его обозначают как Type);
- P — это терм (так же его обозначают как Prop, это — тип, к которому относятся все утверждения);
- Переменные (x, y, …) — это термы;
- Если A и B — это термы, то выражение (A B) также является термом;
- Если A и B — это термы и x — это переменная, то нижеследующие выражения также являются термами:
  - (λx:A . B),
  - (∀x:A . B).

Другими словами, синтаксис терма, если записать его при помощи BNF, следующий:
{\displaystyle e::=\mathbf {T} \mid \mathbf {P} \mid x\mid e\,e\mid \lambda x{\mathbin {:}}e.e\mid \forall x{\mathbin {:}}e.e}
Исчисление конструкций использует пять типов объектов:
1. доказательства, которые имеют типом те или иные утверждения;
2. утверждения, также называемые малыми типами;
3. предикаты, являющиеся функциями, возвращающими утверждения;
4. большие типы, являющиеся типами для предикатов (P — пример такого большого типа);
5. T как таковой, который является типом, к которому относятся большие типы.

### Суждения
Исчисление конструкций позволяет доказывать суждения о типах.
{\displaystyle x_{1}:A_{1},x_{2}:A_{2},\ldots \vdash t:B}
можно прочесть как импликацию:
Если переменные {\displaystyle x_{1},x_{2},\ldots } имеют типы {\displaystyle A_{1},A_{2},\ldots }, то терм {\displaystyle t} имеет тип {\displaystyle B}.
Допустимые суждения для исчисления конструкций могут быть получены из набора правил вывода. В дальнейшем мы используем символ {\displaystyle \Gamma } чтобы обозначить последовательность присвоений типов {\displaystyle x_{1}:A_{1},x_{2}:A_{2},\ldots }, и K чтобы обозначить либо P либо T. Формула {\displaystyle B[x:=N]} будет использоваться для замены терма
{\displaystyle N} для каждой свободной переменной {\displaystyle x} в терме {\displaystyle B}.
Правила вывода записываются в следующем формате:
{\displaystyle {\Gamma \vdash A:B} \over {\Gamma '\vdash C:D}}
это означает:
Если {\displaystyle \Gamma \vdash A:B} является валидным суждением, то {\displaystyle \Gamma '\vdash C:D}

### Правила вывода для исчисления конструкций
1. {\displaystyle {{} \over {}\Gamma \vdash P:T}}
2. {\displaystyle {\Gamma \vdash A:K \over {\Gamma ,x:A\vdash x:A}}}
3. {\displaystyle {\Gamma ,x:A\vdash B:K\qquad \qquad \Gamma ,x:A\vdash N:B \over {\Gamma \vdash (\lambda x:A.N):(\forall x:A.B):K}}}
4. {\displaystyle {\Gamma \vdash M:(\forall x:A.B)\qquad \qquad \Gamma \vdash N:A \over {\Gamma \vdash MN:B[x:=N]}}}
5. {\displaystyle {\Gamma \vdash M:A\qquad \qquad A=_{\beta }B\qquad \qquad \Gamma \vdash B:K \over {\Gamma \vdash M:B}}}

### Определение логических операторов
Исчисление конструкций включает в себя совсем небольшое число основных операторов: единственный логический оператор для формирования утверждений {\displaystyle \forall }. Однако одного этого оператора достаточно для определения всех других логических операторов:
{\displaystyle {\begin{array}{ccll}A\Rightarrow B&\equiv &\forall x:A.B&(x\notin B)\\A\wedge B&\equiv &\forall C:P.(A\Rightarrow B\Rightarrow C)\Rightarrow C&\\A\vee B&\equiv &\forall C:P.(A\Rightarrow C)\Rightarrow (B\Rightarrow C)\Rightarrow C&\\\neg A&\equiv &\forall C:P.(A\Rightarrow C)&\\\exists x:A.B&\equiv &\forall C:P.(\forall x:A.(B\Rightarrow C))\Rightarrow C&\end{array}}}

### Определение типов данных
Исчисление конструкций позволяет определить базовые типы данных, используемые в информатике:
Булевы значения{\displaystyle \forall A:P.A\Rightarrow A\Rightarrow A}
Натуральные числа{\displaystyle \forall A:P.(A\Rightarrow A)\Rightarrow (A\Rightarrow A)}
Произведение {\displaystyle A\times B}{\displaystyle A\wedge B}
Исключающее объединение (запись с вариантами) {\displaystyle A+B}{\displaystyle A\vee B}
Обратите внимания на то, что булевы и числовые значения определяются способом, аналогичным кодированию Чёрча. Однако дополнительные проблемы возникают из-за экстенсиональности утверждений и иррелевантности[уточнить] доказательств.